# Karla Sofía Gascón
Karla Sofía Gascón (Alcobendas, 31 maart 1972) is een Spaans actrice.

## Biografie
Karla Sofía Gascón werd geboren op 31 maart 1972 in Alcobendas. Ze begon haar carrière nadat ze een acteerdiploma had behaald aan de Spaanse filmschool ECAM. Ze verscheen in de Spaanse soapserie El súper, waarin ze een stewardess speelde.
Overtuigd door de Mexicaanse filmmaker Julián Pastor verhuisde Gascón in 2009 naar Mexico om haar acteercarrière voort te zetten, waar ze een aantal telenovela-rollen op zich nam. Ze verscheen in een aantal telenovela's, waaronder El Señor de los Cielos en films, waaronder Nosotros los Nobles. Tot 2018 stond ze in de aftiteling vermeld als Juan Carlos Gascón. Ze kwam in 2016 uit de kast als transvrouw en in 2018 begon ze met een geslachtsverandering.
In 2024 speelde ze de hoofdrol in Jacques Audiards muzikale misdaadfilm Emilia Pérez, die in première ging op het Filmfestival van Cannes 2024. Gascón won vervolgens de prijs voor beste actrice van het festival, die ze deelde met haar medespelers Selena Gomez, Adriana Paz en Zoe Saldaña, waarmee ze de eerste openlijk transgender acteur werd die een grote prijs won in Cannes. Ze ontving ook een Golden Globe-nominatie voor "Beste actrice in een film - musical of komedie", waarmee ze de eerste transgender vrouw werd die genomineerd werd in een filmacteercategorie.
In oktober 2024 werd ze samen met de volledige cast van Emilia Pérez geridderd in de Franse Orde van Kunst en Letteren.

## Privéleven
Gascón is getrouwd met Marisa Gutiérrez, die ze op 19-jarige leeftijd ontmoette in een nachtclub in haar geboorteplaats. Samen hebben ze een dochter, geboren in 2011.
In 2018, op 46-jarige leeftijd, publiceerde Gascón haar autobiografie, Karsia, Una historia extraordinaria.

## Filmografie

### Films
- 2024: Emilia Pérez - als Juan "Manitas" del Monte / Emilia Pérez
- 2016: El Cazarrecompensas (korte film) - als El Alemán
- 2014: Cambio de sentido - als Cantante
- 2013: El cura y el veneno - als Felipe
- 2013: Nosotros, los Nobles - als Peter Pintado
- 2011: Interés variable
- 2011: Mentiras (korte film) - als Luis
- 2010: Cambio de sentido - als cantante
- 2009: Cíclope (korte film) - als Riggs
- 2008: El menú
- 2004 Di que sí - als Alex
- 2002: La caja 507 - als Fafitas
- 1999: Se buscan fulmontis - als clubgigolo
- 1997: Destiempo (korte film)

### Televisie
- 2022: Rebelde - als Lourdes
- 2014-2015: Hasta el fin del mundo
- 2014: El Señor de los Cielos - als Iñaki Izarrieta
- 2010-2011: Llena de amor - Jorge Jauma
- 2009-2010: Corazón salvaje

## Prijzen en nominaties
De belangrijkste:
| Jaar | Prijs                   | Categorie                                      | Film         | Uitslag       |
| ---- | ----------------------- | ---------------------------------------------- | ------------ | ------------- |
| 2025 | Golden Globes           | Beste actrice in een film – musical of komedie | Emilia Pérez | Genomineerd   |
| 2025 | Critics Choice Awards   | Beste vrouwelijke hoofdrol                     | Emilia Pérez | In afwachting |
| 2025 | Critics Choice Awards   | Beste acteerensemble                           | Emilia Pérez | In afwachting |
| 2025 | Prix Lumières           | Beste actrice                                  | Emilia Pérez | Gewonnen      |
| 2024 | Europese Filmprijzen    | Beste actrice                                  | Emilia Pérez | Gewonnen      |
| 2024 | Filmfestival van Cannes | Beste actrice                                  | Emilia Pérez | Gewonnen      |